# Álvaro Pina
Pour les articles homonymes, voir Pina.
Álvaro Pina est un footballeur portugais né le 15 novembre 1906 à Barreiro et mort durant l'année 1985. Il évoluait au poste de milieu défensif.

## Biographie

### En club
Álvaro Pina commence sa carrière senior en tant que joueur du FC Barreirense en 1924,. Il est l'un des premiers joueurs internationaux du club.
En 1933, il est transféré au Benfica Lisbonne. Il raccroche les crampons à l'issue de la saison 1934-1935,.

### En équipe nationale
International portugais, il reçoit une unique sélection en équipe du Portugal : le 30 novembre 1930, il joue en amical contre l'Espagne (défaite 0-1 à Porto).